# 石城子河

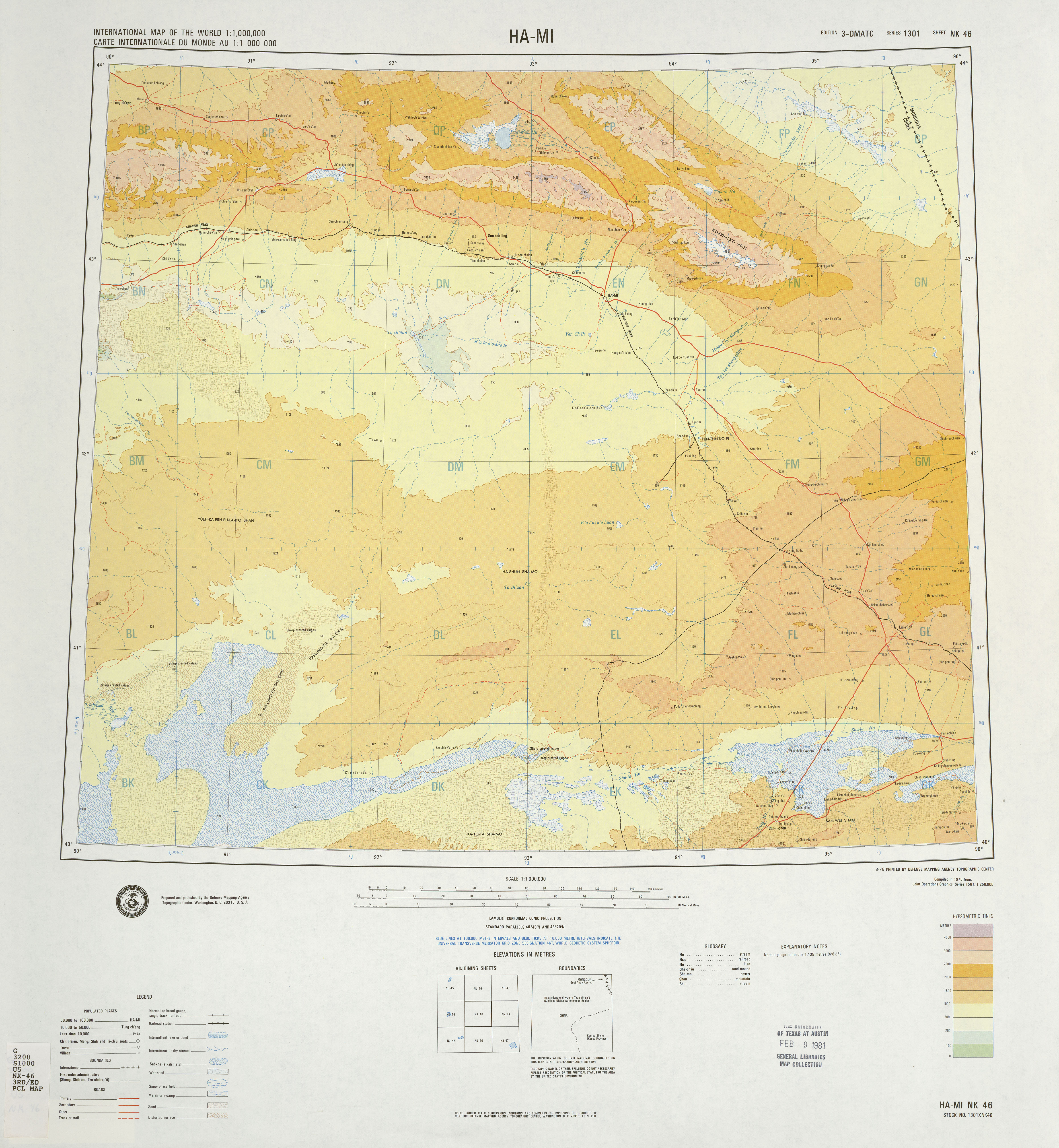
哈密地区地形图，石城子河位于DN、DE区域，下游标注有库如克果勒河（K'u lu k'o kuo le）。

石城子河，位于中华人民共和国新疆维吾尔自治区哈密市伊州区，发源于天山东段喀尔力克山南坡，由头道沟和故乡河汇集而成：头道沟上游为寒气沟，先向南流之后转西流，之后再次向南流，于天山乡头道沟村西南与故乡河相汇；故乡河又由二道沟和三道沟两支于天山乡三道沟村以西汇集而成，向西流与头道沟汇合。头道沟和故乡河汇合处建有石城子水库，出库后向西南流，于天山乡石城子村以北出山口，出山口后向南流20余千米，呈散流状进入哈密市区，在市区分为两支，两支：东河坝和西河坝，西河坝向南入花园水库，在水库下游约1千米处又与东河坝汇合。在汇合口下游10千米处，部分水量通过西干渠被引入南湖水库，剩下的余水继续向南流13千米，过南湖乡后转西流，改称库如克果勒河，穿行于南湖戈壁之中。历史上库如克果勒河水量很大，流程约60千米，注入沙尔湖，现基本处于干涸状态。石城子河山口以上河长51千米，集水面积822平方千米，年均径流量8264万立方米。